# Тундра півночі Землі Вікторії
Тундра півночі Землі Вікторії — антарктичний екорегіон тундри, розташований в Східній Антарктиді.

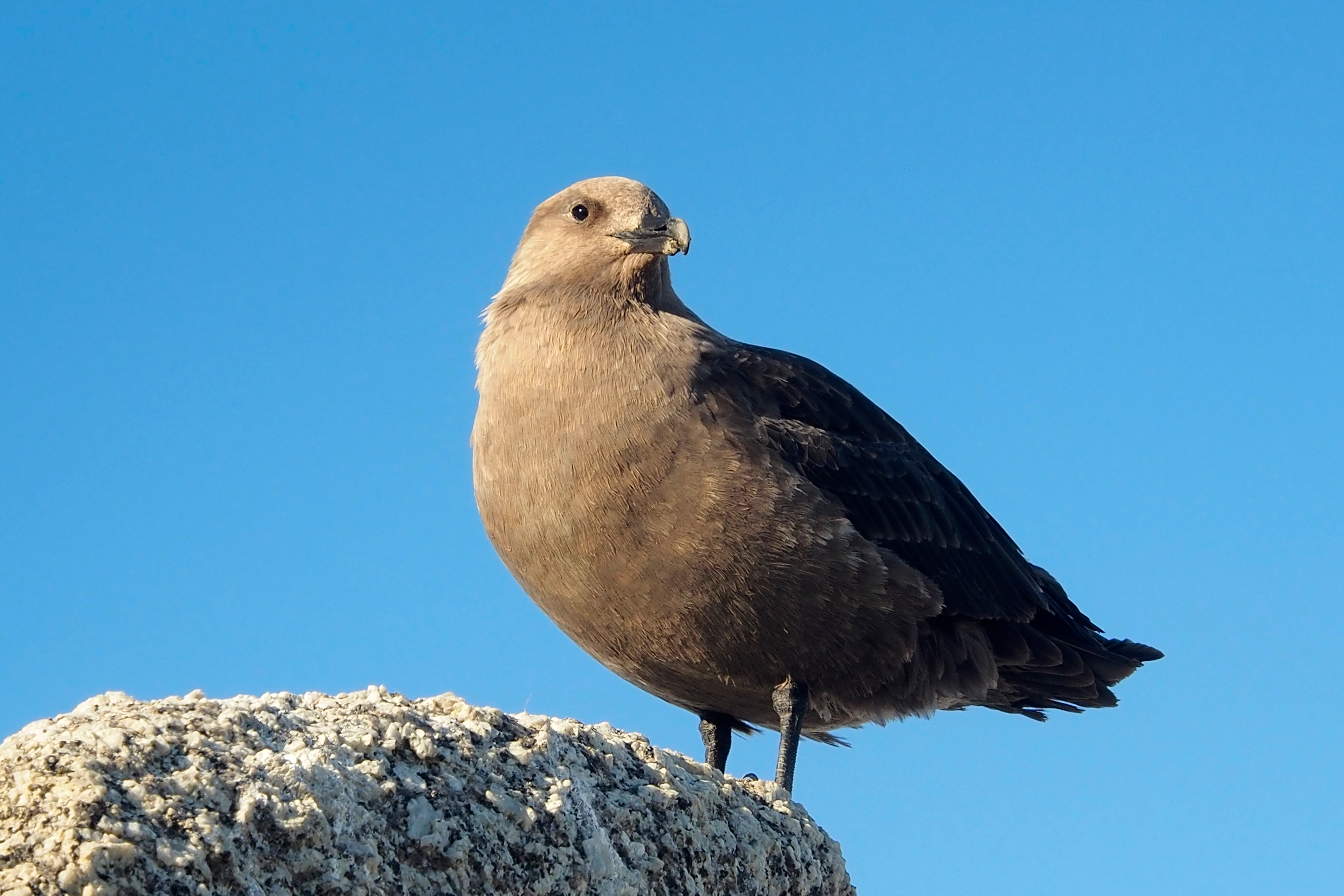
Антарктичний поморник в районі затоки Терра-Бей

## Географія
Екорегіон тундри півночі Землі Вікторії охоплює вільні від постійного льоду ділянки, розташовані у північній частині Землі Вікторії в Східній Антарктиді, на узбережжі моря Росса, а також в сусідніх районах Землі Оутса та на деяких сусідніх островах, таких як острів Коулман. Частина цих ділянок є невеликими прибережними островами або скелястими узбережжями, а частина являє собою нунатаки — поодинокі скелясті гірські вершини, що підіймаються над поверхнею льодовика. Більшість нунатаків розташовані у внутрішніх районах континенту, в Адміралтейських горах, найвищою вершиною яких є гора Мінто заввишки 4165 м. Середня висота екорегіону становить 1500 м над рівнем моря. В його межах розташований мис Адер, місце, де люди вперше висадилися на антарктичному континенті, а також місце, звідки розпочиналися перші географічні експедиції в Антарктиді. Також до екорегіону входить узбережжя затоки Терра-Нова, мис Галлетт та мис Вашингтон.
Майже 98 % всієї Антарктиди вкрито льодовиками, які містять 90 % світового льоду та майже 70 % прісної води на Землі. Східноантарктичний льодовиковий щит спускається до узбережжя, де переходить у шельфові льодовики, зокрема у шельфовий льодовик Нансена в моря Росса. Взимку площа морського льоду у Південному океані збільшується у кілька разів, різко відсуваючи кордон відкритого океану від суходолу.
На Землю Вікторії претендує Нова Зеландія як на частину Території Росса, а на Землю Оутса — Австралія як на частину Австралійської антарктичної території. Згідно Договору про Антарктику усі територіальні претензії в Антарктиці заморожені до 2048 року.

## Клімат
В межах екорегіону переважає дуже холодний клімат льодовикової шапки (EF за класифікацією кліматів Кеппена). Середньорічна температура в горах у внутрішніх районах Землі Вікторії коливається від -20 °C до -25 °C, а в прибережних районах — від -15 °C до -20 °C. Влітку температура тут може підійматися до -5 °C, а у деяких районах — навіть вище 0 °C на кілька тижнів. На узбережжях регіону дмуть сильні стокові вітри. Земля Вкторії лежить на південь від Південного полярного кола. Влітку тут триває полярний день, а взимку — полярна ніч.

## Флора і фауна
Незважаючи на суворий клімат екорегіону, він вирізняється відносно високим біорізноманіттям, порівняно з іншими частинами континентальної Антарктиди. Тут зустрічається понад 30 видів мохів, понад 100 видів лишайників та щонайменше 13 видів безхребетних тварин. 11 видів безхребетних були зареєстровані на мисі Галлетт, зокрема три види колембол та вісім видів кліщів. Унікальне угруповання, що включає різні види мохів, наземних водоростей та мікроорганізмів, а також рідкісних печіночників Cephaloziella exiliflora, зустрічається в горах Криптогамового хребта на вулкані Мельбурн, в місцевості, що вирізняється геотермальною активністю. Це єдине відоме місце в Антарктиці, де зустрічається мох грушоподібна кривоніжка (Campylopus pyriformis).
На узбережжях екорегіону зустрічається 21 гніздова колонія пінгвінів Аделі (Pygoscelis adeliae), загальна чисельність популяції яких становить 715 000 пар, або близько 15 % світової популяції виду. Найбільша колонія пінгвінів Аделі знаходиться на мисі Адер, де влітку зустрічається майже 340 000 пінгвінів. Також на узбережжях екорегіону гніздяться антарктичні поморники (Stercorarius maccormicki) та імператорські пінгвіни (Aptenodytes forsteri). Колонія імператорських пінгвінів на острові Коулман нараховує 30-35 тисяч гніздових пар і є найбільшою у світі. Серед інших поширених в екорегіоні птахів слід відзначити антарктичних буревісників (Thalassoica antarctica), південних буревісників (Fulmarus glacialoides), гігантських буревісників (Macronectes giganteus), білих буревісників (Pagodroma nivea), пінтадо (Daption capense), океанників Вільсона (Oceanites oceanicus), фолклендських поморників (Stercorarius antarcticus) та антарктичних пінгвінів (Pygoscelis antarcticus).
Окрім пінгвінів та інших морських птахів на узбережжях екорегіону також зустрічаються тюлені-крабоїди (Lobodon carcinophaga), тюлені Росса (Ommatophoca rossii), тюлені Ведделла (Leptonychotes weddellii), морські леопарди (Hydrurga leptonyx) та південні морські слони (Mirounga leonina). Морські слони іноді зустрічаються на пляжах екорегіону, коли море вільне від льоду. Чотири інші види тюленів більшу частину часу проводять серед пакових льодів антарктичного шельфу, однак також іноді вибираються на узбережжя.

## Збереження
Територія екорегіону перебуває під захистом Протоколу про охорону навколишнього середовища згідно Договору про Антарктику. Тут розташовано 5 особливих антарктичних природоохоронних територій, три з яких призначені для захисту вразливих екосистем та відзначення унікальних екологічних особливостей. Ще одна територія включає мис Вашингтон (ASPA-173) і призначена передусім для захисту морських розплідників і місць розмноження антарктичної сріблянки (Pleuragramma antarctica), однак також містить невеликий наземний компонент. Загалом на особливі антарктичні природоохоронні території припадає приблизно 1 % території екорегіону.
В межах екорегіону розташовано чотири антарктичні дослідницькі станції — італійська станція Маріо Цуккеллі, німецька станція Гондвана, південнокорейська станція Чан Бого та китайська станція Циньлін, відкрита у 2024 році. Усі станції розташовані в районі затоки Терра-Нова, і їх щороку може відвідувати до 300 вчених. Також щороку екорегіон відвідують 200-300 туристів, більшість з яких направляються до мису Адер.